# Паровоз (выборы)
Парово́з — политическая технология, направленная на увеличение количества избирателей, проголосовавших за список кандидатов, за счёт привлечения стороннего кандидата с высоким политическим рейтингом. Такой кандидат после объявления его победителем сразу отказывается от должности на которую он избран, не приступая к работе на ней. Мандат «паровоза» переходит его однопартийцу, который, как правило, менее известен избирателям. Данная технология широко применяется в России на выборах разного уровня. Например, после подведения итогов выборов 2011 года в Государственную думу Российской Федерации от депутатских мандатов отказались 111 избранных кандидатов от трёх политических партий (всего было избрано 450 кандидатов).

## Описание технологии
Суть технологии заключается в том, что во главе какого-либо избирательного списка на выборах по пропорциональной системе высталяется политический «тяжеловес» — «паровоз» — известная, авторитетная и уважаемая личность: спортсмен, актёр, музыкант, учёный, врач и т. п. Также в качестве «паровоза» может выступать политик более высокого ранга. Так, на муниципальных или региональных выборах, либо в региональном списке на федеральных выборах список может возглавить глава партии, федеральный министр и т. д.
За счёт личного рейтинга такой кандидат увеличивает число голосов, подаваемых за список. После избрания такой кандидат, как правило, отказывается от своего мандата, который переходит к малоизвестным и малопопулярным кандидатам, для которых шансы избраться при прочих условиях были гораздо меньше.
Применительно к российскому закону данная технология возможна благодаря тому, что процедура передачи мандата крайне упрощена. Кандидату достаточно лишь подать соответствующее заявление в уполномоченную избирательную комиссию. Кроме того, в избирательном бюллетене под названием списка кандидатов (партии) указываются имена только трёх первых кандидатов из списка. Имена же остальных кандидатов могут быть не известны рядовому избирателю.

## Отношение
В России на выборах используется технология закрытых списков, это означает что результаты партий на выборах зависят от популярности кандидатов, составляющих общефедеральную часть списка (не зря в избирательных технологиях их называют «паровозом», «буксиром»); при этом остальных членов партии избиратели не знают. Но именно кандидаты из региональных групп являются представителями избирателей— Из выступления полномочного представителя Президента Российской Федерации в Конституционном Суде Российской Федерации М. В. Кротова 31 января 2008 года

В Московском народном фронте СБ познакомился с примечательными деятелями — В. Боксером и М. Шнейдером (см. главы «Истерическое начало» и «Антиаппарат»), организаторские способности которых тоже помогли нашему герою стать депутатом. Но главным в успехе предвыборной кампании Станкевича стала защита Ельцина. Он написал обращение в поддержку падшего ангела номенклатуры и обеспечил себе симпатии избирателей. Почти все, кто подписал обращение, выборы выиграли. Поэтому С. Станкевича можно считать первооткрывателем «метода паровоза» в российской политической практике. Потом этот метод обеспечил Г. Попову победу на выборах мэра Москвы («паровозом» снова был Б. Ельцин)— Андрей Кольев

Сейчас мы готовимся к выборам депутатов областной Думы по пропорциональной системе. Они будут проводиться по закрытым спискам кандидатов. Однако установлена обязанность политических партий разделить список на три региональные группы кандидатов, что позволит при распределении мандатов среди кандидатов, включенных в список, учесть волеизъявление избирателей на территориях, соответствующих региональным группам. Нами предусмотрены новые правила, препятствующие применению технологии «паровозов». При отказе без вынужденных обстоятельств от получения депутатского мандата кандидата, включенного в общую областную часть списка либо стоящего на первом месте региональной группы, политическая партия лишается мандата, он передается для распределения иной политической партии— Председатель постоянной комиссии по законодательству и МСУ Костромской областной Думы С. П. Шакелина
В 2006 году председатель Центральной избирательной комиссии Александр Вешняков высказал предположение, что нормы закона, допускающие возможность применения технологии «политических паровозов» могут быть признаны Конституционным судом не соответствующими конституции.

## Применение в России
В России технология «паровоз» использовалась на выборах разного уровня много раз. Например, в 2005 году на выборах депутатов в Московскую городскую Думу список «Единой России» возглавил Юрий Лужков. О массовости использования «паровозов» на региональных выборах свидетельствует такой случай. После выборов в Законодательное собрание Свердловской области 2016 года от депутатских мандатов отказались 13 из 25 кандидатов, избранных по партийным спискам.
На выборах в Государственную думу Российской Федерации в 2000-е — 2010-е годы статистика использования «паровозов» следующая (указано количество избранных кандидатов в депутаты, которые отказались от мандатов сразу после выборов):
- 2003 год — 37 кандидатов от «Единой России» и 1 кандидат от КПРФ[10].;
- 2007 год — 116 кандидатов от «Единой России», 4 кандидата от КПРФ, 3 от ЛДПР, 9 от «Справедливой России»;
- 2011 год — 99 кандидатов от «Единой России», 8 кандидатов от КПРФ, 4 от «Справедливой России».

На выборах в Госдуму VIII созыва в сентябре 2021 года был сформирован паровоз «Единой России» в составе: С. К. Шойгу (министр обороны), С. В. Лавров (глава МИД), Е. В. Шмелёва, Д. Н. Проценко и А. Ю. Кузнецова. В отличие от многих видных единороссов, деятельность которых провоцировала недовольство, названные личности, по мнению предложившего их Владимира Путина, пользуются безоговорочным общественным уважением, известны всем гражданам страны, а их эффективность у большинства не вызывает сомнений. Однако сразу после выборов выяснилось, что у них (кроме Кузнецовой) нет никакого намерения переходить на работу в парламент.